# سرية محمد بن مسلمة (القرطاء)
سرية محمد بن مسلمة أحد سرايا الرسول، أرسل فيها الصحابي محمد بن مسلمة الأنصاري إلى القرطاء بنجد، وكانت أول سرية بعد الفراغ من غزوة الأحزاب وغزوة بني قريظة، وكان عدد قوات هذه السرية ثلاثين صحابي.

## أحداث السرية
تحركت السرية إلى القرطاء بناحية ضرية بالبكرات من أرض نجد، وبين ضرية والمدينة سبع ليالي، تحركت إلى بطن بني بكر بن كلاب، فلما أغارت عليهم هربوا، فاستاق المسلمون نعما وشاء، وقدموا المدينة ومعهم ثمامة بن أثال الحنفي سيد بني حنيفة، كان قد خرج متنكراً لاغتيال النبي بأمر مسيلمة الكذاب فأخذه المسلمون، فلما جاءوا به ربطوه بسارية من سواري المسجد، فخرج إليه النبي فقال ما ذا عندك يا ثمامة، فقال عندي خير يا محمد، إن تقتل تقتل ذا دم، وإن تنعم تنعم على شاكر، وإن كنت تريد المال فسل تعط منه ماشئت فتركه، ثم مر به مرة أخرى، فقال له مثل ذلك، فرد عليه كما رد عليه أولا، ثم مر مرة ثالثة فقال بعد ما دار بينهما الكلام السابق أطلقوا ثمامة ، فأطلقوه، فذهب إلى نخل قريب من المسجد فاغتسل، ثم جاءه فأسلم.